# 베트남계 스위스인
베트남계 스위스인(독일어: Vietnamesen in Schweizer)은 베트남에 기원을 둔 스위스인들을 지칭하는 말이다. 